# غاب (الألب العليا)
غاب (بالفرنسية: Gap)‏ هي بلدية فرنسية تقع في منطقة إقليم ألب كوت دازور، وهي قائمقام إقليم الألب العليا (إقليم فرنسي). يقدر عدد سكانها بـ 40 895 نسمة (2017م) ومساحتها 110.43 كم2 وترتفع عن سطح البحر 745 متر.

## المدن التوأمة
مدن بينيرولو، بيانكافيلا وتراونشتاين هي مدن توأمة لـغب بروانس آلب كوت دازور.

## معرض صور

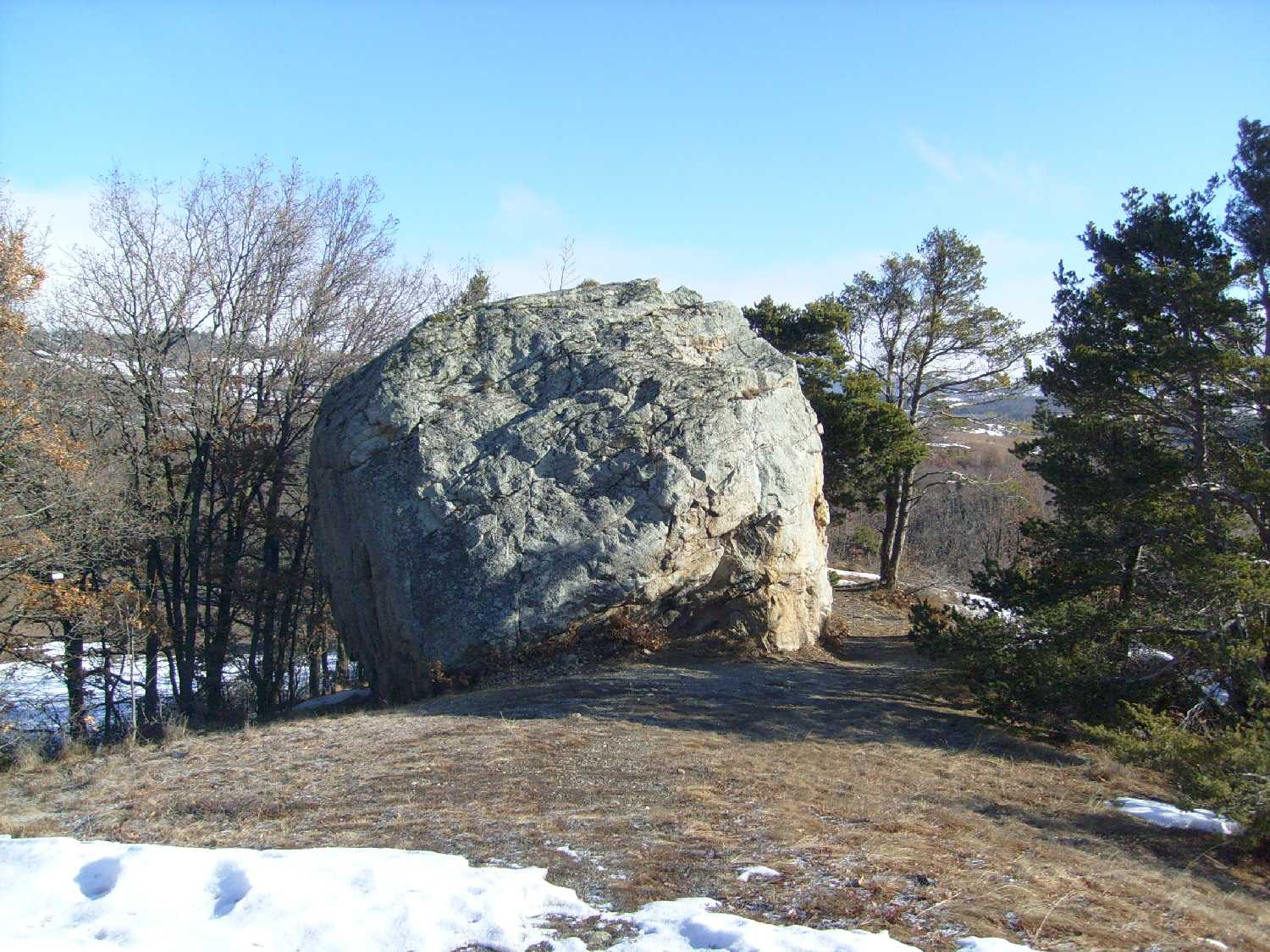
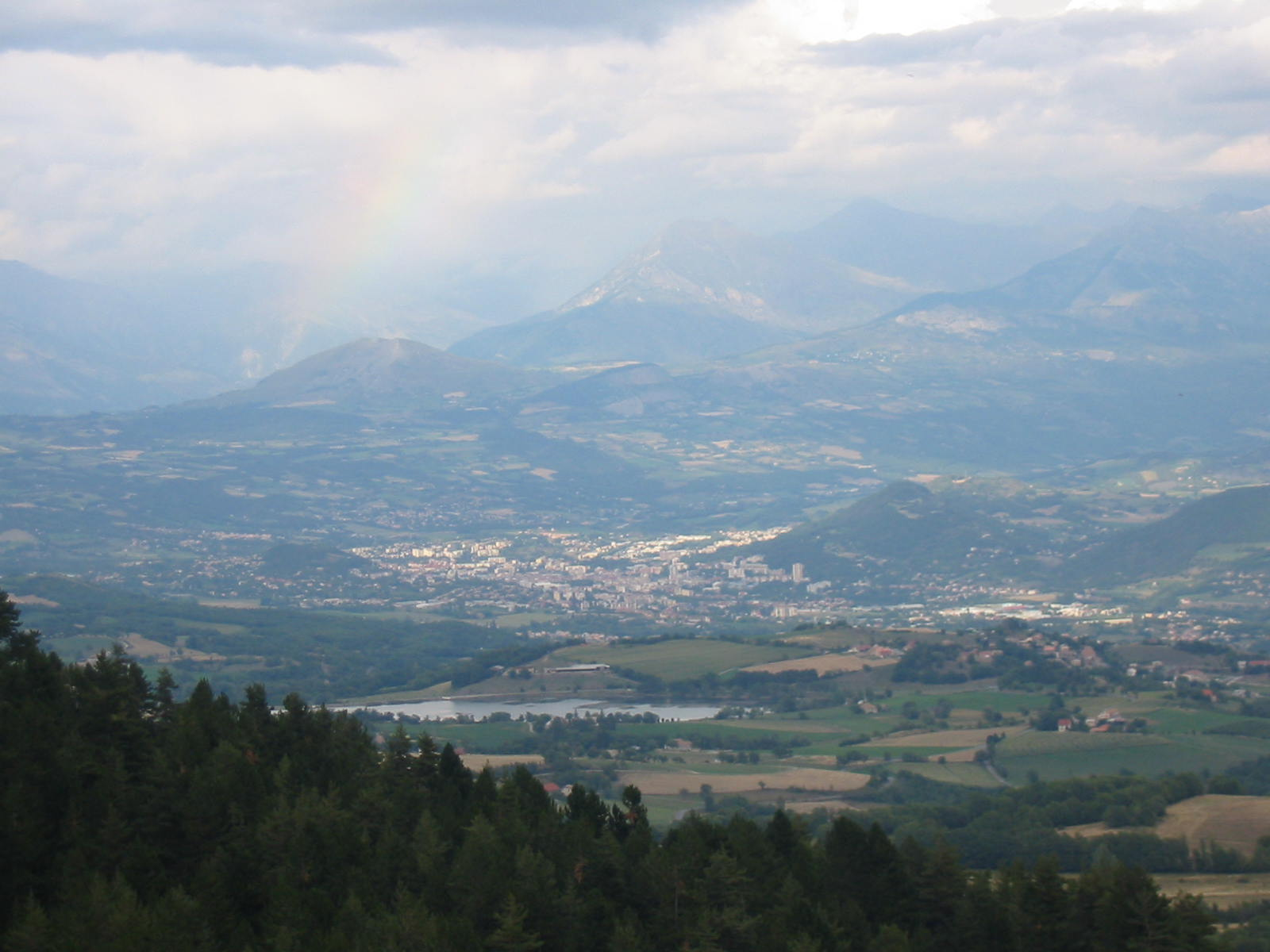
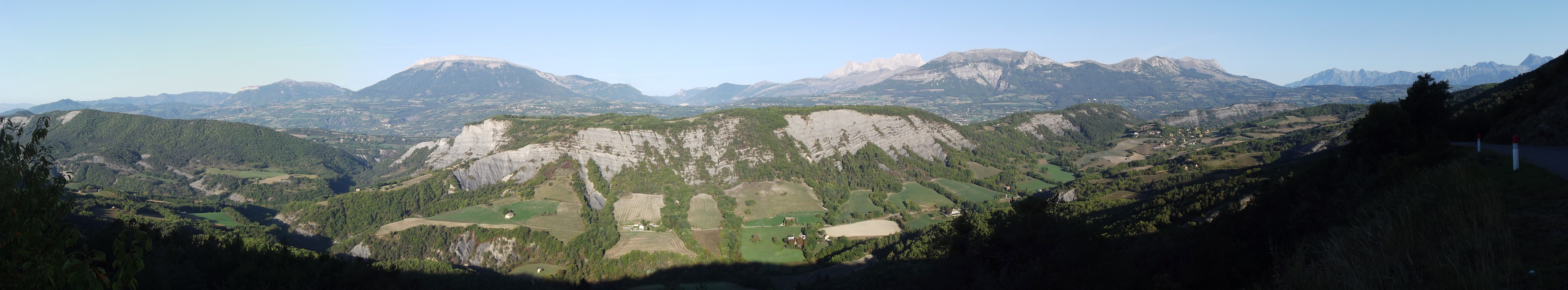
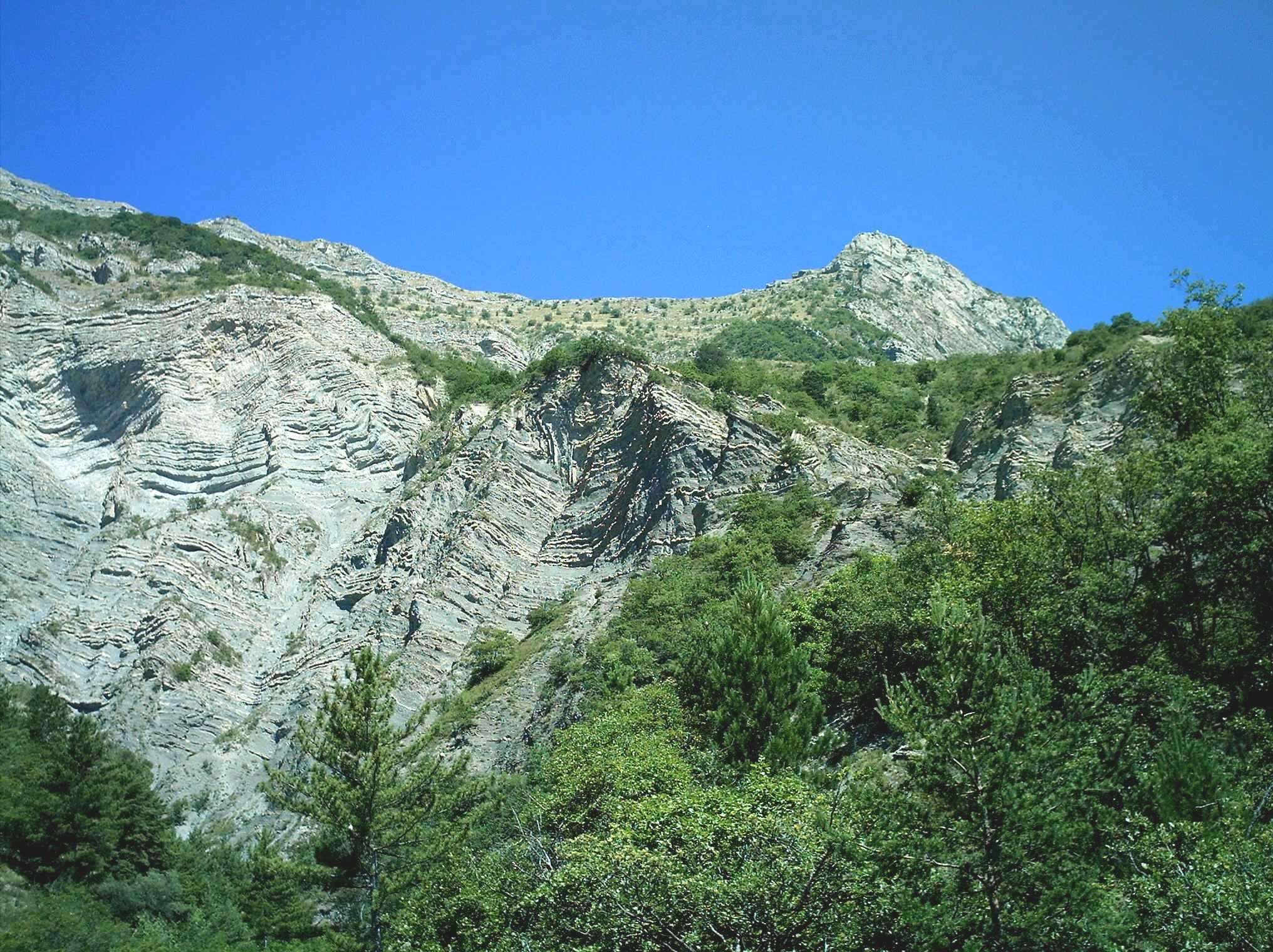

## أعلام
- بلقاسم الزبيري
- ماري آن شازيل
- لويس فالنتين
- لويز جيرمان
- بابتيست عمار
- بيير بيني